# Вабуш (аэропорт)
Аэропорт Вабуш (англ. Wabush Airport) — канадский аэропорт, расположенный в от города Вабуш в провинции Ньюфаундленд и Лабрадор. Аэропорт обслуживает три горнодобывающих города — Вабуш, Лабрадор-Сити и Фермонт, с общей численностью населения около 15 000 человек.

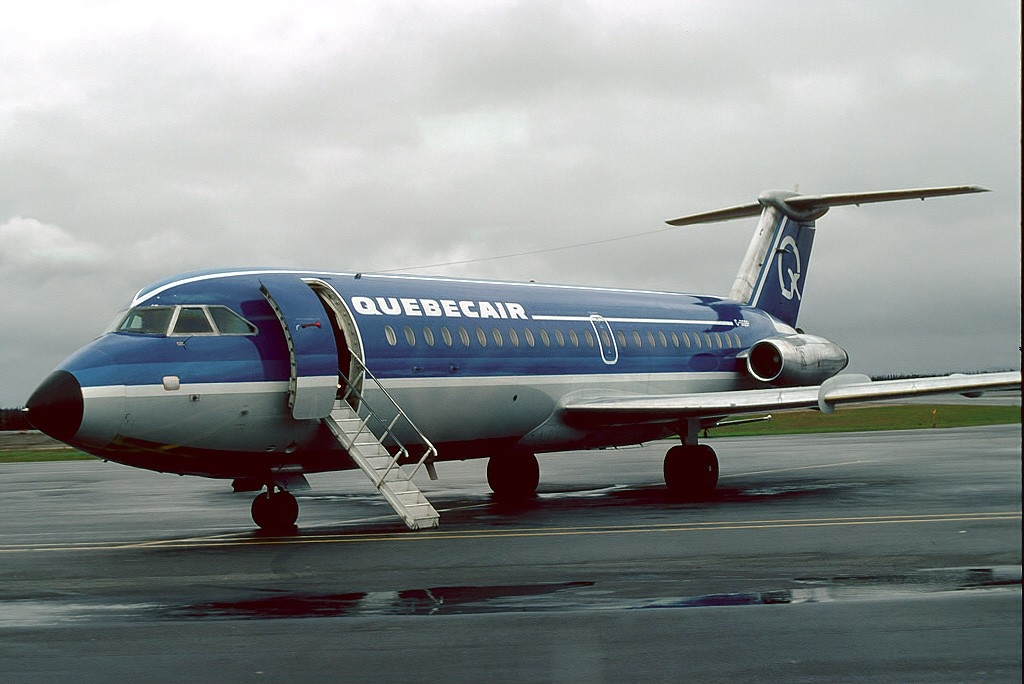
Самолёт BAC 1-11 авиакомпании Quebecair в аэропорту Вабуш в 1984 году

В 2015 году правительство Канады выделило 11,9 млн долларов США для ремонта взлётно-посадочной полосы, а в 2016 году сообщило, что планирует произвести реконструкцию перрона и рулёжной дорожки.
В 2017 году Министерство транспорта заключило контракт на реконструкцию терминала аэропорта.
Из-за маленького пассажиропотока в августе 2020 года планируется убрать из аэропорта пожарную службу. За её существование уже велась борьба в 2012 году. Противники этого решения указывают, что, министерство транспорта Канады опирается на устаревшие данные, либо не учитывает чартерные рейсы.

## Авиакомпании и направления
Из аэропорта выполняются рейсы в Монреаль, Квебек, Галифакс и Хаппи-Валли-Гуз-Бей.